# 諾特利斯蘭丁 (加利福尼亞州)
諾特利斯蘭丁（英語：Notleys Landing）是位於美國加利福尼亞州蒙特雷縣的一個非建制地區。該地的面積和人口皆未知。

## 地理
諾特利斯蘭丁的座標為36°23′54″N 121°54′13″W / 36.39833°N 121.90361°W，而該地的平均海拔高度為34米（即112英尺）。